# Kalkmagerrasen bei Willebadessen
Kalkmagerrasen bei Willebadessen este o arie protejată (arie specială de conservare — SAC, sit de importanță comunitară — SCI) din Germania întinsă pe o suprafață de 46,23 ha, integral pe uscat.

## Localizare
Centrul sitului Kalkmagerrasen bei Willebadessen este situat la coordonatele 51°38′40″N 9°01′25″E / 51.6444°N 9.0236°E.

## Înființare
Situl Kalkmagerrasen bei Willebadessen a fost declarat sit de importanță comunitară în martie 2001 pentru a proteja un număr necunoscut de specii din flora spontană și fauna sălbatică aflate în arealul zonei. Situl a fost protejat și ca arie specială de conservare în decembrie 2003.

## Biodiversitate
Situată în ecoregiunea continentală, aria protejată conține 2 habitate naturale: Pajiști uscate seminaturale și facies de acoperire cu tufișuri pe substraturi calcaroase (Festuco-Brometalia) (* situri importante pentru orhidee), Fânețe de joasă altitudine (Alopecurus pratensis, Sanguisorba officinalis).
La baza desemnării sitului se află un număr nedeclarat de specii protejate.
Pe lângă speciile protejate, pe teritoriul sitului au mai fost identificate 14 specii de plante, 20 de specii de nevertebrate, 2 specii de reptile.